# Antonie Milberg

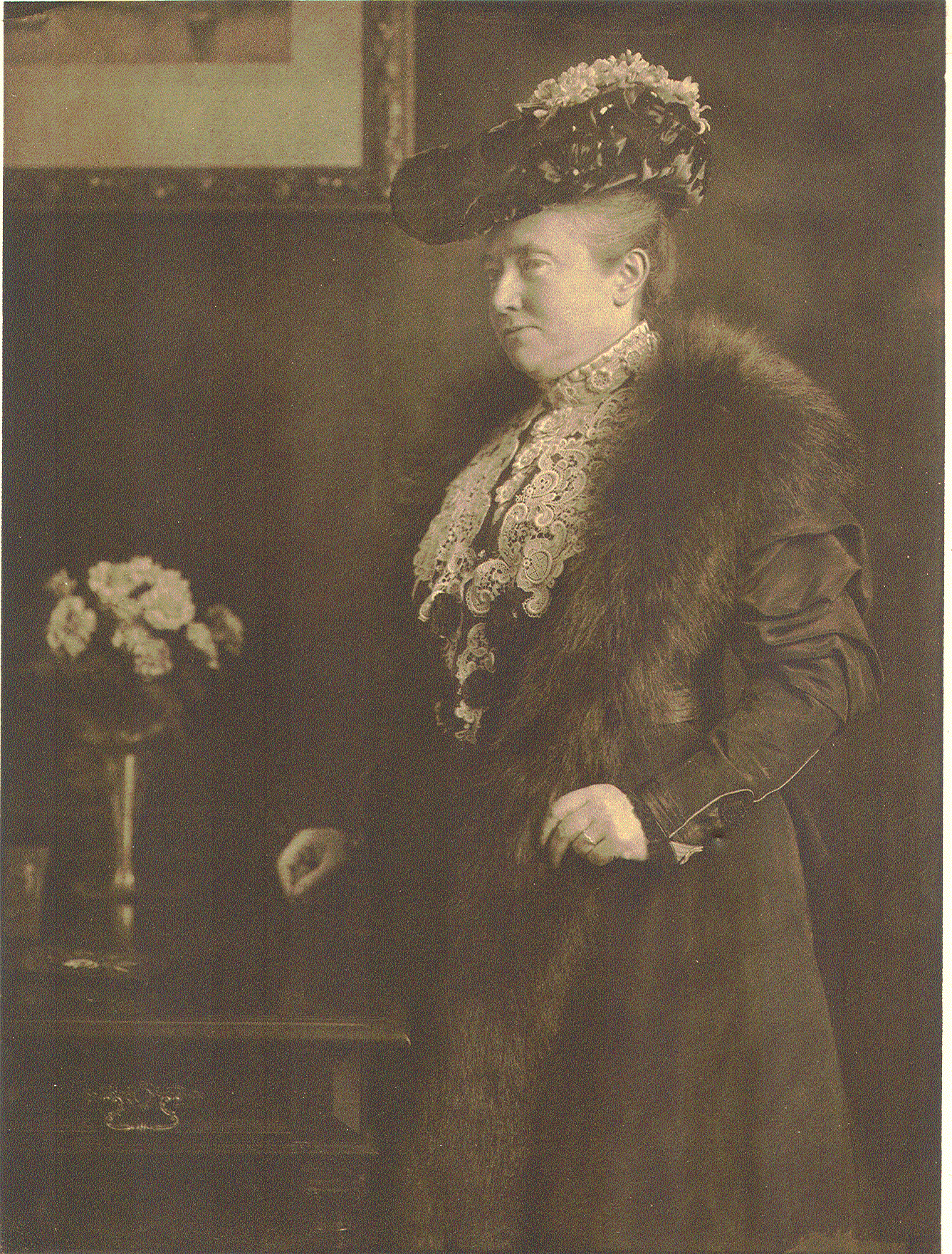
Antonie Milberg (1905), fotografiert von Rudolf Dührkoop

Antonie „Toni“ Milberg (* 13. November 1854 in Hamburg; † 1. September 1908 in Bad Wildungen) war eine deutsche Schulgründerin und -leiterin.

## Leben
Antonie Milberg war die Tochter eines Kaufmanns Peter August Milberg (1812–1863), der verstarb, während sie noch ein Kind war. Ihre Mutter Antonie Magdalena Krüger (1820–1873) verwehrte ihr lange Zeit den früh genannten Wunsch, Lehrerin werden, änderte ihre Meinung jedoch auf dem Totenbett. Antonie Milberg erhielt daraufhin eine Lehrerinnenausbildung am Königlichen Lehrerinnen-Seminar in Callenberg, die sie 1876 mit der Examensprüfung abschloss. Anschließend ging sie zurück in ihre Geburtsstadt, wo sie Robert Calinich, Hauptpastor an der Sankt-Jacobi-Kirche, als Privatlehrerin für höhere Töchter anstellte. Das Unterrichtskonzept sogenannter Kurse mit wenigen Teilnehmerinnen stammte von Calinich selbst.

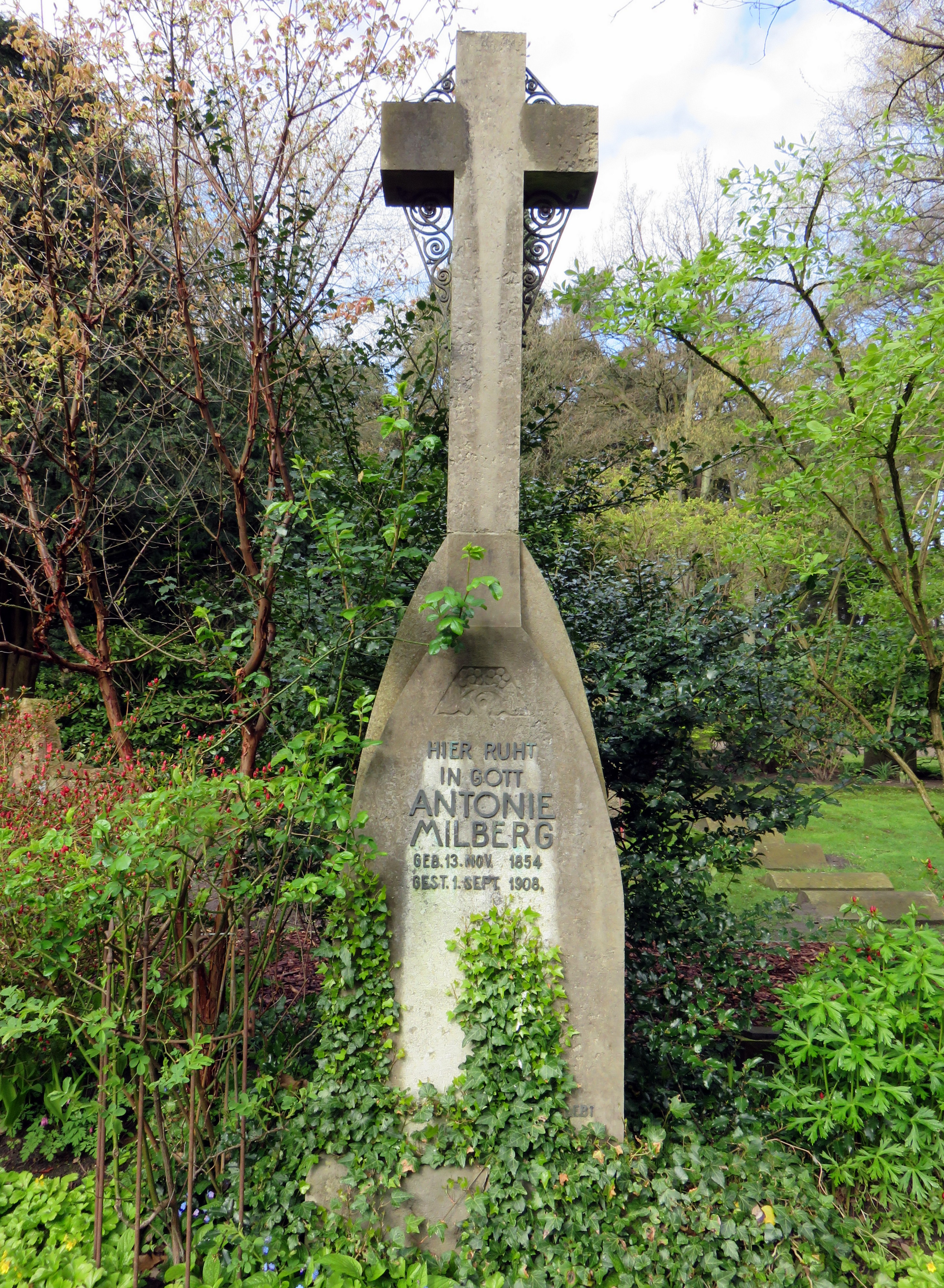
Grabstein im
Garten der Frauen auf dem Ohlsdorfer Friedhof

Begleitend zur Lehrtätigkeit absolvierte Milberg ein Examen als Vorsteherin. Nachdem Hermann Julius Robert Calinich 1883 verstorben war, gründete Toni Milberg, die von vielen Familien verehrt wurde, die sogenannte „Milbergsche Kursusschule“ mit Sitz auf den Raboisen. 1883 erwarb Milberg, die viel Wert auf Charakter- und Gemütsbildung legte, ein Schulgebäude an der Esplanade Nummer 3. Später zog die Schule auf ein größeres Grundstück an der Klopstockstraße 17 (die heutige Warburgstraße) um. Antonie Milberg, für die Schulregeln und der Lehrstoff nicht die wesentlichen Elemente der Schulausbildung waren, leitete die Lehreinrichtung 25 Jahre lang gemeinsam mit ihrer Freundin Martha Krecke. Krecke übernahm die Schule nach Antonie Milbergs Tod.
Der Grabstein von  Antonie Milbergs ist heute im Garten der Frauen auf dem Friedhof Ohlsdorf zu finden.